# Norah Jones

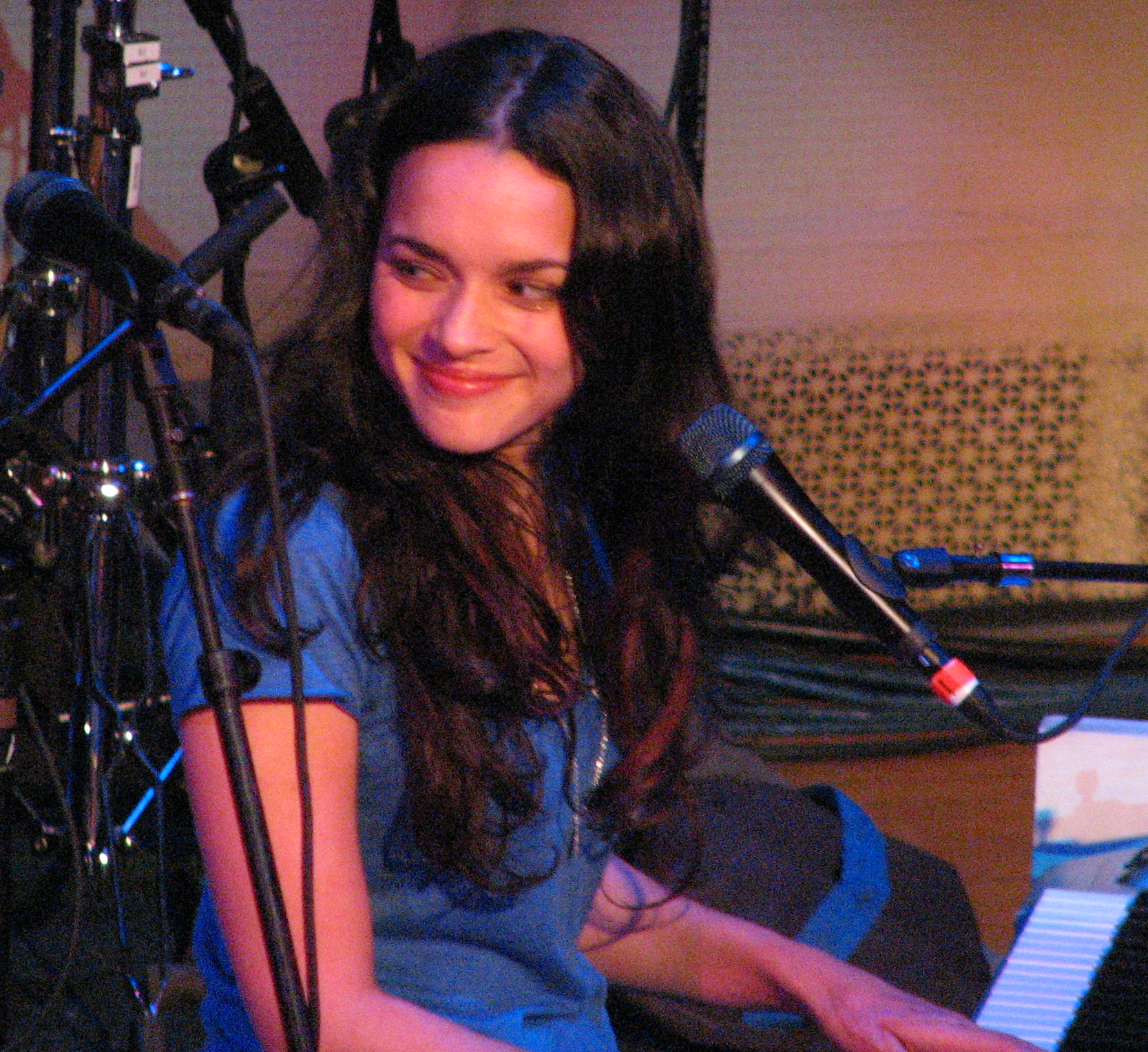
Norah Jones în 2007

Norah Jones (n. 30 martie 1979, numele la naștere Geetali Norah Jones Shankar) este o cântăreață, compozitoare, muziciană, pianistă și actriță americană. Norah Jones este fiica reputatului muzican indian, Ravi Shankar, și sora de tată a artistului grafic, muzicianului și compozitorului Shubhendra Shankar (născut în 1941) și (din nou) sora de tată a instrumentistei Anoushka Shankar (născută în 1981).

## Discografie
- Come Away with Me (2002)
- Feels Like Home (2004)
- Not Too Late (2007)
- The Fall (2009)
- Little Broken Hearts (2012)
- Foreverly (Billie Joe & Norah) (2013)